# ستيفن ديفيز (فيلسوف)
ستيفن ديفيز (بالإنجليزية: Stephen Davies)‏ هو فيلسوف نيوزيلندي، ولد في 1950.